# Nemeritis detersa
Nemeritis detersa är en stekelart som beskrevs av Dbar 1984. Nemeritis detersa ingår i släktet Nemeritis och familjen brokparasitsteklar. Inga underarter finns listade i Catalogue of Life.